# Женская сборная Гамбии по баскетболу 3×3
Женская сборная Гамбии по баскетболу 3×3 представляет Гамбию на международных соревнованиях по баскетболу 3×3. Управляющим органом является Федерация баскетбола Гамбии (англ. Gambia Basketball Federation).
По состоянию на 22 сентября 2024, женская сборная Гамбии по баскетболу 3×3 занимает 160-е место в мировом рейтинге ФИБА женских сборных по баскетболу 3×3.

## Результаты выступлений
| Турнир                      | Золото | Серебро | Бронза | Всего |
| --------------------------- | ------ | ------- | ------ | ----- |
| Чемпионат Африки            | —      | —       | —      | —     |
| Африканские игры            | —      | —       | —      | —     |
| Игры исламской солидарности | —      | —       | —      | —     |
| Итого                       | —      | —       | —      | —     |

### Чемпионат Африки
| Год        | Место          | Игры           | Победы         | Поражения      | Состав команды                                            |
| ---------- | -------------- | -------------- | -------------- | -------------- | --------------------------------------------------------- |
| Ломе 2017  | 10             | 4              | 0              | 4              | Ndey fama Cham, Awa Fofana, Awa Jawara, Yassin Jaal Mboob |
| 2018—н. в. | не участвовали | не участвовали | не участвовали | не участвовали | не участвовали                                            |

### Африканские игры
| Год        | Место          | Игры           | Победы         | Поражения      | Состав команды                                           |
| ---------- | -------------- | -------------- | -------------- | -------------- | -------------------------------------------------------- |
| Рабат 2019 | 8              | 3              | 1              | 2              | Adam Touray, Aminata Jobe, Awa Jawara, Yassin Jaal Mboob |
| 2023       | не участвовали | не участвовали | не участвовали | не участвовали | не участвовали                                           |

### Игры исламской солидарности
| Год        | Место          | Игры           | Победы         | Поражения      | Состав команды                                               |
| ---------- | -------------- | -------------- | -------------- | -------------- | ------------------------------------------------------------ |
| 2017       | не участвовали | не участвовали | не участвовали | не участвовали | не участвовали                                               |
| Конья 2021 | 10             | 3              | 1              | 2              | Fanta Minteh, Awa Jawara, Bintou Dambelly, Yassin Jaal Mboob |